# Centropyge bispinosa
Centropyge bispinosa е вид бодлоперка от семейство Pomacanthidae. Видът не е застрашен от изчезване.

## Разпространение и местообитание
Разпространен е в Австралия (Лорд Хау), Американска Самоа, Британска индоокеанска територия, Вануату, Гуам, Индия (Андамански острови), Индонезия, Кения, Кирибати (Феникс), Коморски острови, Мавриций, Мадагаскар, Майот, Малайзия, Малдиви, Малки далечни острови на САЩ (Лайн), Маршалови острови, Мианмар, Микронезия, Мозамбик, Науру, Ниуе, Нова Каледония, Остров Норфолк, Остров Рождество, Острови Кук, Палау, Папуа Нова Гвинея, Провинции в КНР, Реюнион, Самоа, Северни Мариански острови, Сейшели, Соломонови острови, Острови Спратли, Тайван, Танзания, Токелау, Тонга, Тувалу, Фиджи, Филипини, Френска Полинезия, Шри Ланка, Южна Африка и Япония.
Обитава океани, морета, лагуни и рифове в райони с тропически климат. Среща се на дълбочина от 1,8 до 39,5 m, при температура на водата от 24,6 до 28,9 °C и соленост 33,9 – 35,9 ‰.

## Описание
На дължина достигат до 10 cm.
Популацията на вида е стабилна.